# Liste des évêques de Bissau
Liste des évêques de Bissau
(Dioecesis Bissagensis)
La mission sui juris de Guinée Portugaise est créée le 4 septembre 1940, par détachement de l'évêché de Santiago du Cap-Vert.
Elle est érigée en préfecture apostolique le 29 avril 1955.
Celle-ci change de dénomination le 1er janvier 1975 pour devenir la préfecture apostolique de Guinée-Bissau.
Elle est érigée en évêché et change à nouveau de dénomination le 21 mars 1977 pour devenir l'évêché de Bissau.

## Liste des supérieurs de la mission
- 20 juin 1941-† 1953 : Giuseppe Ribeiro de Magalhaes, supérieur de la mission de Guinée Portugaise.
- 1953-29 avril 1955 : Martinho da Silva Carvalhosa, supérieur de la mission de Guinée Portugaise.

## Liste des préfets apostoliques
- 29 avril 1955-† 1963 : Martinho da Silva Carvalhosa, promu préfet apostolique de Guinée Portugaise.
- 25 janvier 1963-† 1965 : João Ferreira, préfet apostolique de Guinée Portugaise.
- 4 avril 1966-1977 : Amândio Neto (Amândio Domingues Neto), préfet apostolique de Guinée Portugaise, puis de Guinée-Bissau (1er janvier 1975).

## Liste des évêques
- 21 mars 1977-† 26 janvier 1999 : Settimio Ferrazzetta (Settimio Arturo Ferrazzetta)
- depuis le 15 octobre 1999 : José na Bissign (José Câmnate na Bissign)

## Sources
- L'ANNUAIRE PONTIFICAL, sur le site http://www.catholic-hierarchy.org, à la page